# Jean-Pierre Sasson
Jean-Pierre Sasson (* 1918; † 1986) war ein französischer Jazzgitarrist.

## Leben und Wirken
Sasson begann seine Musikerkarriere 1939 bei André Ekyan, Pierre Fouad und Emmanuel Soudieux. Im Zweiten Weltkrieg verpflichtete er sich bei der britischen Luftwaffe. 1940 entstanden in London Aufnahmen  mit Max Geldray. Nach Kriegsende kehrte er zurück und arbeitete in der Pariser Jazzszene u. a. mit Chico Cristobal and His Boogie-Woogie Boys, Harry Cooper, Louie Williams, Jack Diéval, Sidney Bechet („Honeysuckle Rose“, 1949), im Hubert Rostaing Sextette und mit Musikern des Hot Club de France wie Eddie Bernard und André Persiany. 1947 wirkte er bei einer Jamsession in Peris lebender amerikanischer Musiker wie George Kennedy, Frank „Big Boy“ Goudie und Charlie Lewis mit.
In den 1950er-Jahren arbeitete Sasson auch mit Don Byas, Bill Coleman, den Dave Pochonet All Stars, Buck Clayton and His French Stars, Alix Combelle, Jonah Jones, Dick Rasurell et ses Berlurons, Marcel Bianchi, Mac-Kac & His French Rock & Roll, Christian Garros, Michel de Villers, Géo Daly, Sammy Price, Gérard Badini und Benny Waters.
Sasson leitete auch eigene Formationen, wie The Muskrats und Jean-Pierre Sasson et son Ensemble (mit Guy Lafitte (alias Guy Denis), Martial Solal (alias Martial Royal), Guy Pedersen, Mac Kac), mit denen er auch mehrere Schallplatten vorlegte. In seinem Quartett von 1953 spielten André Persiany (Piano), Jean-Marie Ingrand (Bass) und Bernard Planchenault (Schlagzeug). 1956 nahm er für Columbia unter eigenem Namen mit Lucky Thompson („You Are My Dream“) und Sacha Distel („Two Guitar Blues“) auf, 1957 für Versailles die Vokalnummer „Une petite salade avec de la mayonnaise“. Am Rock’n’Roll orientiert war auch die 1956 von Jack Diéval für Polydor eingespielte Coverversion des US-Hits „Church Bells May Ring“ der Willows, zu dem Jean-Pierre Sasson und Maria Velasco den Gesang beisteuerten. 1957 schrieb er den Song „Tu m'as laisser tombé“, den er mit Michel de Villers, Dick Rasurell und Jerry Mengo einspielte. 1958 nahm Sasson & The Muskrats das Album Dixie Downbeat auf, begleitet von der Quincy Jones Big Band.
In den 70er- und 80er-Jahren spielte Sasson noch mit Milt Buckner, Marcel Zanini, Marc Fosset und Raphaël Faÿs/Pierre Blanchard (Gypsy Touch, 1987).  Im Bereich des Jazz war er zwischen 1940 und 1987 an 63 Aufnahmesessions beteiligt.